# Chervona Zirka
Shumilove  (ucraniano: Шумилове) es una localidad del Raión de Podilsk en el Óblast de Odesa de Ucrania. Según el censo de 2001, tiene una población de 6 habitantes.